# Elementy symetrii kryształów

środek symetrii kryształu

osie symetrii kryształu

płaszczyzny symetrii (101), (110), (011)

Elementy symetrii kryształów – prawidłowe powtarzanie się w przestrzeni jednakowych pod względem geometrycznym i fizycznym części kryształów: np. ścian, krawędzi, naroży określane jest mianem symetrii kryształów.
Symetria przejawia się w postaciach, strukturze i właściwościach fizycznych kryształów.
Symetrię określa się za pomocą tzw. makroskopowych elementów symetrii, czyli dających się zaobserwować na wielościennej postaci kryształu.

## Proste elementy symetrii kryształu
- środek symetrii – punkt położony wewnątrz kryształu, który ma tę własność, że na dowolnej prostej przeprowadzonej przez ten punkt, w jednakowej od niego odległości, znajdują się jednakowe pod względem geometrycznym i fizycznym punkty kryształu.
- oś symetrii – prosta, wokół której powtarzają się jednakowe części kryształu, przy czym te części mogą się powtarzać co kąt α = 60°, 90°, 120°, 180°, 360°, liczbę n = 360°/α nazywa się krotnością osi symetrii; w kryształach możliwe są osie jedno-, dwu-, trzy- cztero-, sześciokrotne.
- płaszczyzny symetrii – płaszczyzny dzielące kryształ na dwie części pozostające względem siebie w takim stosunku jak przedmiot do swego obrazu w zwierciadle płaskim.

### Złożone elementy symetrii
- oś inwersyjna – działa w ten sposób, że dana część kryształu powtarza się dopiero po wykonaniu przekształceń względem środka i osi symetrii.
- oś przemienna (oś zwierciadlana) – oś otrzymana przez sprzężenie osi symetrii z prostopadłą do niej płaszczyzną symetrii.